# علاء الدين شاه بن محمد شاه
علاء الدين بن محمد شاه بن فريد خان بن خضر خان المشهور بلقب شاه عالم أو علاء الدين علم شاه. هو رابع سلاطين دولة السادات حكام سلطنة دلهي وآخرهم. اعتلى عرش السلطنة في شوال 849 هـ/1445م بعد وفاة أبيه محمد شاه. تذكر المراجع أنه كان ضعيفاً ولم يكن يهتم بشؤون الدولة. حاول علاء الدين قتل وزيره «حميد خان» إلا أن الأخير سارع بالاتسنجاد بالحاكم الأفغاني بهلول اللودهي الذي كان قد بسط نفوذه في البنجاب الشمالية، وتنحى علاء الدين له وطلب منه تأمين إقامته في بداون، وكان ذلك في تاريخ 855 هـ/1451م بعد سلطنة دامت مدة سبع سنوات وعدة أشهر. وبتنحيه عن الحكم زالت دولة أسرة السادات في دلهي بعد أن استمرت ثمانية وثلاثين عاماً. بقي علاء الدين في بداون حتى وفاته في 883 هـ/1479م.